# 鹿特丹
鹿特丹（荷蘭語：Rotterdam，荷蘭語：[ˌrɔtərˈdɑm] ⓘ）是荷蘭南荷蘭省的城市，是荷兰第二大城市，位于荷兰的南荷蘭省，新马斯河畔。其名稱来自于在市中心注入新马斯河的小河鹿特河、以及荷蘭語的「壩」（Dam）。
鹿特丹长期为欧洲最大的海港，以集装箱运量计算，1980年代曾是世界上第一大港口，在2010年为世界第10。

## 历史

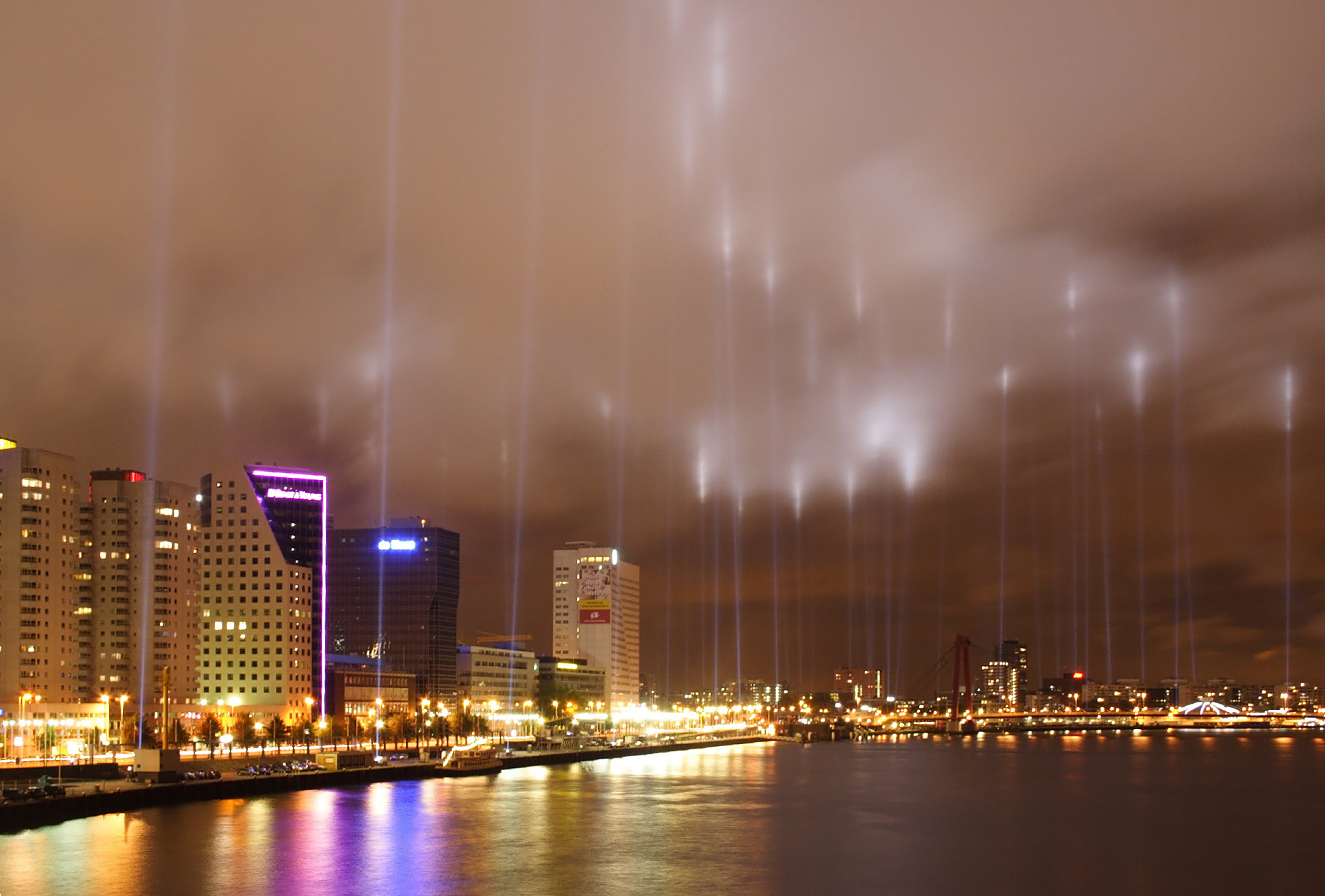
於2007年5月15日荷蘭鹿特丹舉行的火線紀念活動，紀念1940年納粹德軍轟炸鹿特丹事件

至少公元900年左右，在汇入沼泽的鹿特河（Rotta，由代表“泥泞”的Rot和代表“水域”的词缀a组成，意为泥泞的水域）的下游便有人居住了。1150年前后，为了抵御洪水，当地居民开始修建堤坝。1260年左右，人们在在鹿特河上建成了一座大坝，是为Dam on the Rotte或Rotterdam；此即为鹿特丹名字的起源。
1340年，鹿特丹被授予城市自治权，当时居民约有2000人。不久，一条连接鹿特丹和荷兰北方市镇的运河开通，大大促进了鹿特丹航运事业的发展，使之渐渐成为了荷兰、英格兰和德国之间重要的货运中转中心。此后，鹿特丹作为货运港的地位不断增强，并成为了荷兰东印度公司六处办公室的所在地之一。19世纪，在人口的急剧增加的同时，鹿特丹的海运业达到全盛，成为欧洲最重要的货运港口之一。19世纪末全欧洲最高的建筑就在鹿特丹。
1940年5月10日，德国入侵荷兰；为了迫使荷兰投降，德军对鹿特丹进行了狂轰滥炸并威胁轰炸其它城市。鹿特丹市中心的建筑物几乎全部被毁，800多人遇难。奥西普·扎德金后来为被毁后的鹿特丹设计了一座叫做“没有心的城市”（Stad zonder hart）的塑像，这座塑像今天位于城市的北部。
从1950年代到1970年代鹿特丹被重建，但整个城市依然相当空旷。1980年代中市政府开始主动规划城市建设，在市中心建立了一个以新式建筑为主的新的天幕。1990年代里城市在河南岸建立了一个新的商业中心。
2011年蘭斯台德地區有合併建省的計畫，位於南荷蘭省的蘭斯台德地區也有意加入此新的省份建置。

## 地理

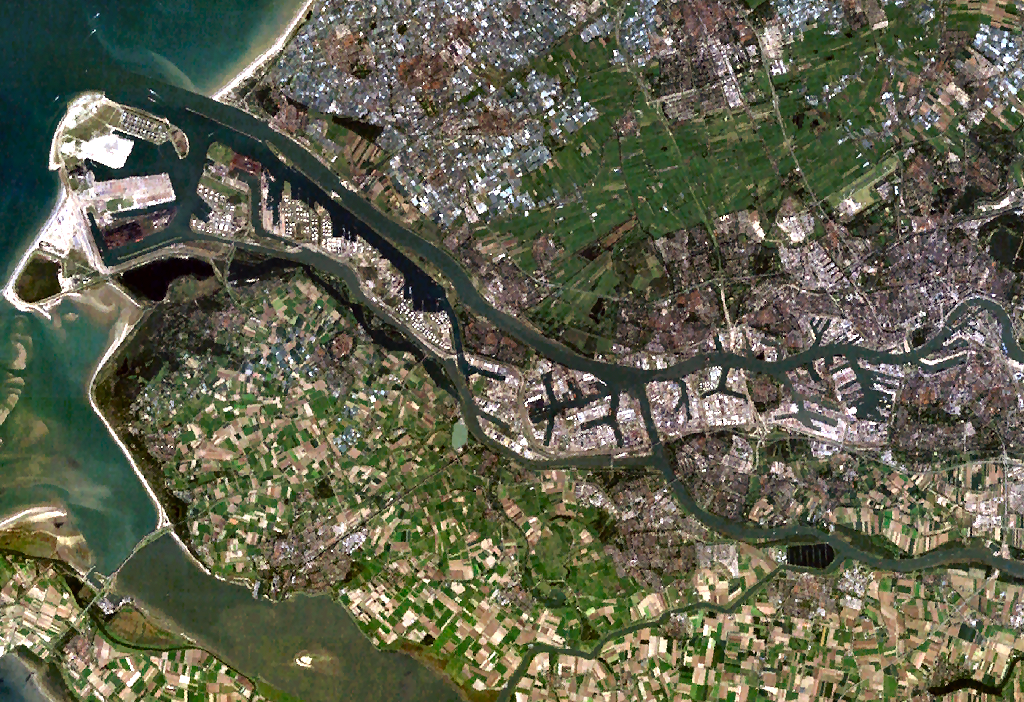
鹿特丹的卫星图

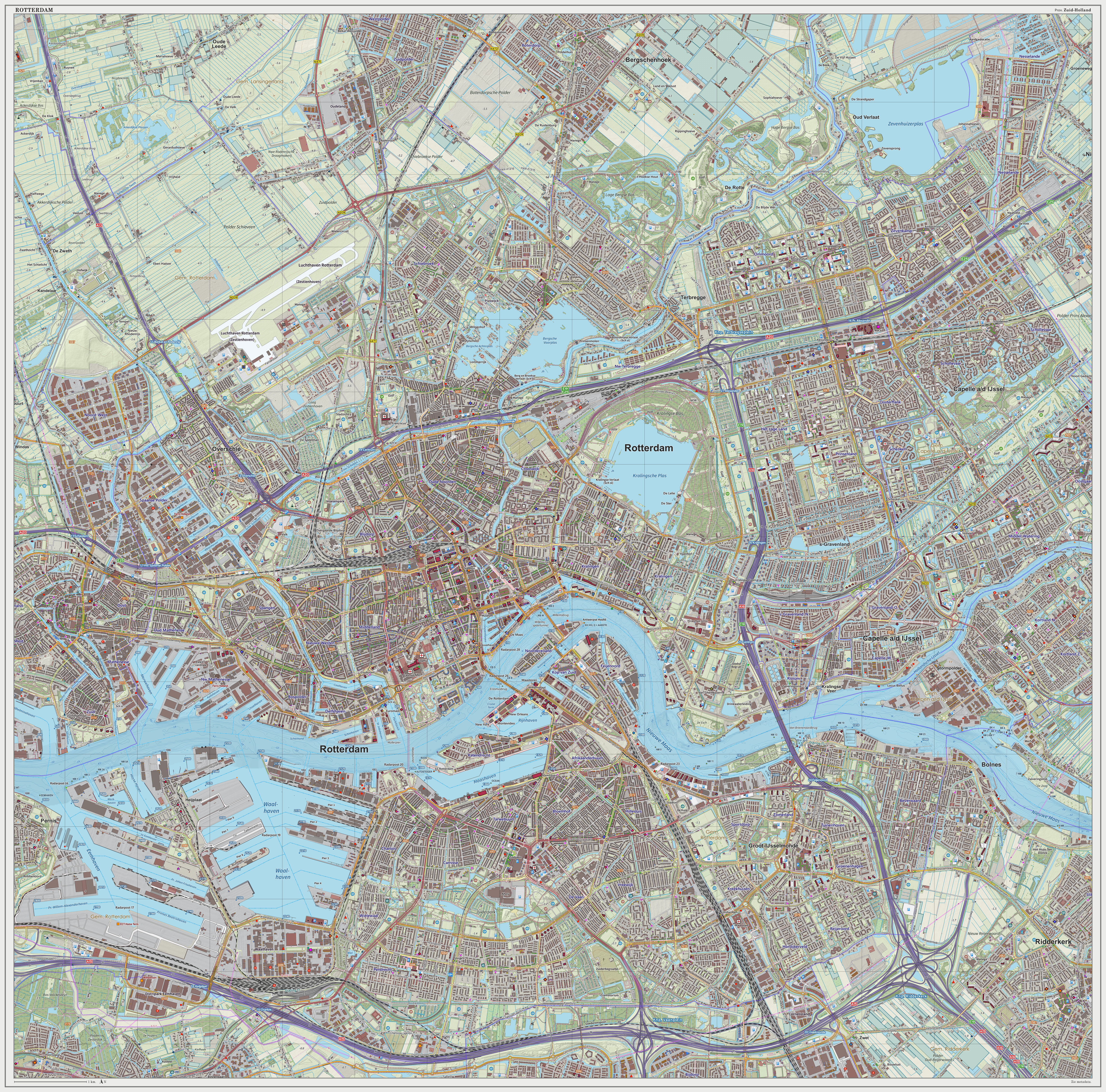
鹿特丹市的地形圖（2014年9月）

鹿特丹被新馬斯河一分為二，南北兩側的連接包括（由西到東依序為）：荷比盧隧道（Beneluxtunnel），馬斯隧道（Maastunnel），伊拉斯謨橋，一條地鐵隧道，威廉鐵道隧道（Willemsspoortunnel），威廉大橋，皇后橋（Koninginnebrug），以及范布里嫩諾德橋（Van Brienenoordbrug）。鹿特丹市中心位於新馬斯河的北岸，後隨著都市擴張，市中心區域漸漸擴展到鹿特丹南岸的北側（De Kop van Zuid）。

### 氣候
鹿特丹的氣候屬於溫帶海洋性氣候（柯本氣候分類法：Cfb），是典型的荷蘭海岸城市，相對內陸地區較為濕潤。鹿特丹夏季氣溫時常突破30 ºC，冬季也常下探-5 ºC。下方表格是鹿特丹海牙機場所測得的氣候資訊。因為熱島效應的關係，鹿特丹市區的溫度普遍略高於機場測候站。
| 鹿特丹气候数据（1991年-2020年平均值）                                         | 鹿特丹气候数据（1991年-2020年平均值） | 鹿特丹气候数据（1991年-2020年平均值） | 鹿特丹气候数据（1991年-2020年平均值） | 鹿特丹气候数据（1991年-2020年平均值） | 鹿特丹气候数据（1991年-2020年平均值） | 鹿特丹气候数据（1991年-2020年平均值） | 鹿特丹气候数据（1991年-2020年平均值） | 鹿特丹气候数据（1991年-2020年平均值） | 鹿特丹气候数据（1991年-2020年平均值） | 鹿特丹气候数据（1991年-2020年平均值） | 鹿特丹气候数据（1991年-2020年平均值） | 鹿特丹气候数据（1991年-2020年平均值） | 鹿特丹气候数据（1991年-2020年平均值） |
| 月份                                                                          | 1月                                   | 2月                                   | 3月                                   | 4月                                   | 5月                                   | 6月                                   | 7月                                   | 8月                                   | 9月                                   | 10月                                  | 11月                                  | 12月                                  | 全年                                  |
| ----------------------------------------------------------------------------- | ------------------------------------- | ------------------------------------- | ------------------------------------- | ------------------------------------- | ------------------------------------- | ------------------------------------- | ------------------------------------- | ------------------------------------- | ------------------------------------- | ------------------------------------- | ------------------------------------- | ------------------------------------- | ------------------------------------- |
| 历史最高温 °C（°F）                                                           | 14.2 (57.6)                           | 18.7 (65.7)                           | 23.8 (74.8)                           | 28.7 (83.7)                           | 32.7 (90.9)                           | 33.8 (92.8)                           | 38.9 (102.0)                          | 34.9 (94.8)                           | 32.5 (90.5)                           | 26.0 (78.8)                           | 19.3 (66.7)                           | 15.6 (60.1)                           | 38.9 (102.0)                          |
| 平均最高温 °C（°F）                                                           | 11.9 (53.4)                           | 12.7 (54.9)                           | 16.9 (62.4)                           | 22.4 (72.3)                           | 26.2 (79.2)                           | 29.2 (84.6)                           | 30.7 (87.3)                           | 30.1 (86.2)                           | 25.4 (77.7)                           | 20.9 (69.6)                           | 15.6 (60.1)                           | 12.5 (54.5)                           | 32.6 (90.7)                           |
| 平均高温 °C（°F）                                                             | 6.4 (43.5)                            | 7.1 (44.8)                            | 10.3 (50.5)                           | 14.3 (57.7)                           | 17.9 (64.2)                           | 20.6 (69.1)                           | 22.7 (72.9)                           | 22.6 (72.7)                           | 19.3 (66.7)                           | 14.9 (58.8)                           | 10.2 (50.4)                           | 7.0 (44.6)                            | 14.4 (57.9)                           |
| 日均气温 °C（°F）                                                             | 4.0 (39.2)                            | 4.4 (39.9)                            | 6.7 (44.1)                            | 9.7 (49.5)                            | 13.2 (55.8)                           | 16.0 (60.8)                           | 18.2 (64.8)                           | 18.0 (64.4)                           | 14.8 (58.6)                           | 10.9 (51.6)                           | 7.0 (44.6)                            | 4.1 (39.4)                            | 10.7 (51.3)                           |
| 平均低温 °C（°F）                                                             | 1.3 (34.3)                            | 1.1 (34.0)                            | 2.4 (36.3)                            | 4.8 (40.6)                            | 8.1 (46.6)                            | 11.0 (51.8)                           | 13.2 (55.8)                           | 12.9 (55.2)                           | 10.5 (50.9)                           | 7.2 (45.0)                            | 3.9 (39.0)                            | 1.4 (34.5)                            | 6.7 (44.1)                            |
| 平均最低温 °C（°F）                                                           | −6.5 (20.3)                           | −5.8 (21.6)                           | −3.6 (25.5)                           | −1.7 (28.9)                           | 1.7 (35.1)                            | 5.5 (41.9)                            | 8.6 (47.5)                            | 8.4 (47.1)                            | 5.4 (41.7)                            | 1.0 (33.8)                            | −2.3 (27.9)                           | −5.4 (22.3)                           | −9.0 (15.8)                           |
| 历史最低温 °C（°F）                                                           | −17.1 (1.2)                           | −16.5 (2.3)                           | −13.4 (7.9)                           | −6.0 (21.2)                           | −1.4 (29.5)                           | 0.5 (32.9)                            | 3.6 (38.5)                            | 4.6 (40.3)                            | 0.4 (32.7)                            | −5.1 (22.8)                           | −9.0 (15.8)                           | −13.3 (8.1)                           | −17.1 (1.2)                           |
| 平均降水量 mm（）                                                             | 71 (2.8)                              | 66 (2.6)                              | 57 (2.2)                              | 42 (1.7)                              | 56 (2.2)                              | 69 (2.7)                              | 79 (3.1)                              | 92 (3.6)                              | 90 (3.5)                              | 87 (3.4)                              | 88 (3.5)                              | 86 (3.4)                              | 882 (34.7)                            |
| 平均降水天数（≥ 1 mm）                                                        | 12                                    | 10                                    | 12                                    | 9                                     | 9                                     | 10                                    | 10                                    | 10                                    | 12                                    | 12                                    | 13                                    | 13                                    | 131                                   |
| 平均降雪天数                                                                  | 6                                     | 5                                     | 4                                     | 2                                     | 0                                     | 0                                     | 0                                     | 0                                     | 0                                     | 0                                     | 2                                     | 4                                     | 22                                    |
| 平均相對濕度（％）                                                            | 88                                    | 85                                    | 83                                    | 78                                    | 77                                    | 79                                    | 79                                    | 80                                    | 84                                    | 86                                    | 89                                    | 89                                    | 83                                    |
| 月均日照時數                                                                  | 69.6                                  | 89.9                                  | 143.4                                 | 192.9                                 | 226.2                                 | 216.0                                 | 221.2                                 | 202.5                                 | 152.9                                 | 115.1                                 | 66.8                                  | 55.5                                  | 1,752                                 |
| 来源1：荷兰皇家气象研究所（1991年-2020年平均值，1971年-2000年降雪天数平均值） |                                       |                                       |                                       |                                       |                                       |                                       |                                       |                                       |                                       |                                       |                                       |                                       |                                       |
| 来源2：荷兰皇家气象研究所 (1971年-2000年极端天气数据) Infoclimat              |                                       |                                       |                                       |                                       |                                       |                                       |                                       |                                       |                                       |                                       |                                       |                                       |                                       |

## 人口
由于55%的市民属于低收入，鹿特丹市具有典型的城市问题。鹿特丹与其他荷兰的城市一样，原本是以基督徒为主的城市，但是近些年以来，世俗化进程加剧，鹿特丹原本的基督教人口不断减少。同时，由于北非穆斯林移民生育率超高，伊斯兰教在鹿特丹得到快速发展，穆斯林人口在鹿特丹占有很大比例，而且仍在继续上升。

### 人口历史
- 1796年：53,200人
- 1830年：72,300人
- 1849年：90,100人
- 1879年：148,100人
- 1899年：318,500人
- 1925年：547,900人

### 宗教信仰
鹿特丹市民的宗教信仰 (2013)
鹿特丹居民約半數為無特定宗教信仰，其餘有信仰者以基督教（含天主教、新教及其他教派，36.3%）、伊斯蘭教（13.1%）和印度教（3.3%）信徒為大宗。
鹿特丹自1795年開始主持抗辯派自由派新教徒兄弟會的總會。1955年，天主教鹿特丹教區自哈勒姆教區獨立後，便一直是鹿特丹主教的主教教區。2010年，埃薩拉清真寺（Essalammoskee）竣工，可容納1,500人，是荷蘭最大的清真寺。

## 行政區劃
按1999年1月1日的统计数据鹿特丹304.22平方公里（其中陆地面积206.44平方公里），总人口598,923人（2004年1月1日）。
除市中心外鹿特丹还包括以下分区：沙尔洛斯、代尔夫斯哈芬、费耶诺德、希勒赫斯贝赫-斯希布鲁克、荷蘭角港、霍赫弗利特、艾瑟尔蒙德、克拉灵恩-克罗斯韦克、鹿特丹北、上斯希、佩尔尼斯、普林斯亚历山大、罗曾堡；以及以下这些工业和港口地区：博特莱克（Botlek）、埃姆哈芬港区（Eemhaven）、欧洲港（Europoort）、马斯弗拉克特（Maasvlakte）、斯潘瑟波尔德（Spaanse Polder）、丰德灵恩普拉特（Vondelingenplaat）、瓦尔哈芬（Waalhaven）。

## 經濟

### 港口

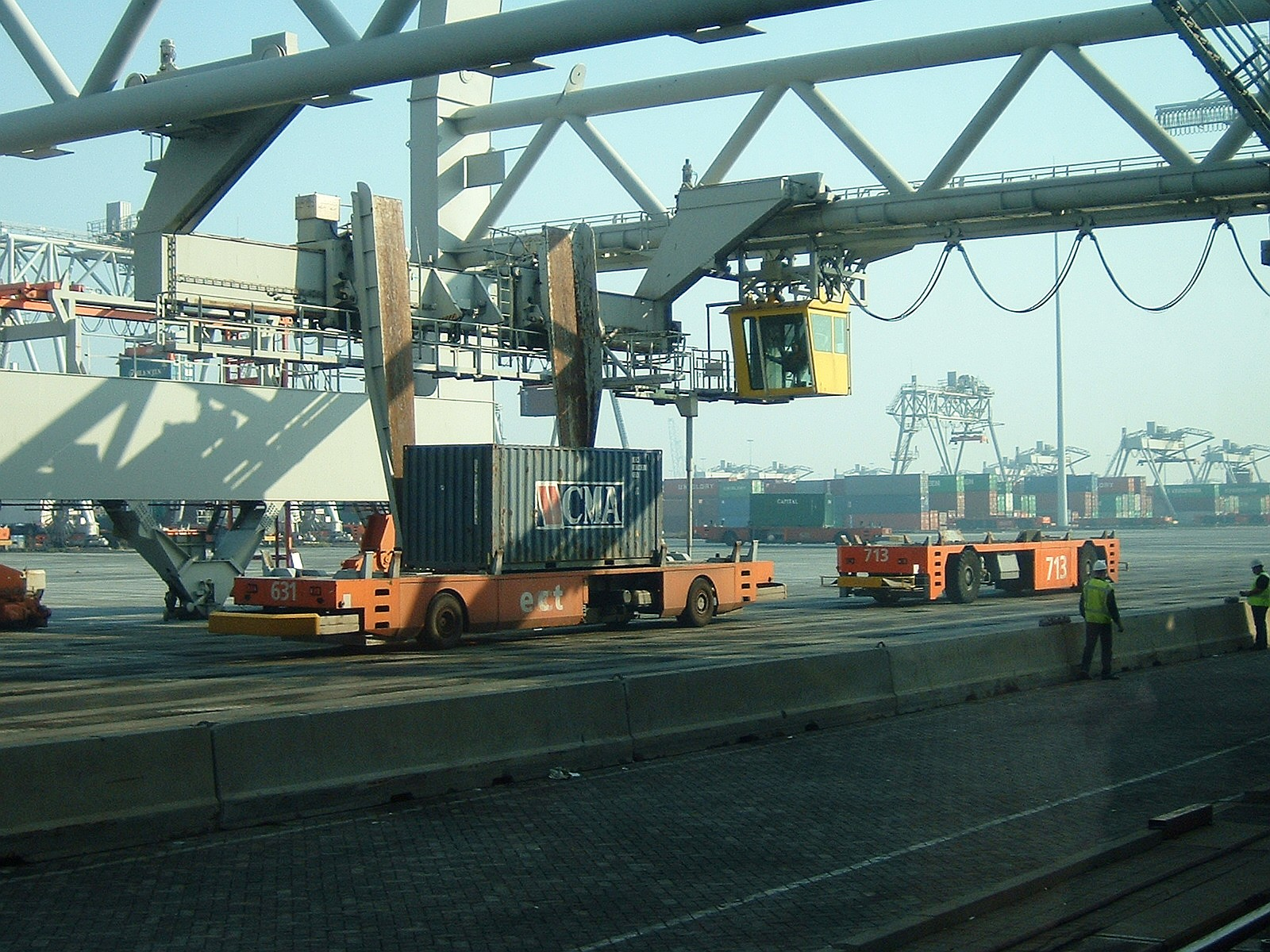
欧洲港集装箱装卸处

鹿特丹是欧洲最大的港口，它是远洋货物进出欧洲的大门。1980年代曾为世界最大的集装箱港口，但是1990年代起，随着亚洲港口的兴起，其排名不断下滑，至2010年为世界第10。
鹿特丹港最重要的部分是石油工业和一般的货物运输。它是欧洲向和从世界其它地区运输大批量货物的主要港口。从鹿特丹货物可以装入海轮、河轮、火车和汽车。从2000年开始一条连接鹿特丹与德国的高速铁路开建。市区西部有很大的炼油厂。通过马斯河和莱茵河鹿特丹与内陆的连接非常好。
在20世纪的前半叶中鹿特丹港口的活动不断向北海推近。从鹿特丹到北海挖了一条运河来避開比较浅的莱茵河。这条运河是1872年建成的，此后许多工业在这条运河的两岸立足。
通过在运河口建立的欧洲港和在北海内建立的马斯弗拉克特鹿特丹的港口被扩大很多。1990年代中关于建立一个第二个马斯弗拉克特的问题引起了很大的政治争议。这个扩大从2004年夏开始动工，部分费用由政府支付。

## 教育
鹿特丹有一所大学（Universiteit），即鹿特丹伊拉斯谟大学（Erasmus Universiteit Rotterdam），经常被习惯性称为“鹿特丹大学”。该校是以历史上一位著名的鹿特丹人、荷兰十五世纪的人文主义哲学家伊拉斯谟命名的。鹿特丹大学在世界大学各类排行榜上一直名列前茅。2007年，鹿特丹大学被《金融时报》（Financial Times）评为欧洲前十的顶尖大学。2014年，鹿特丹大学被泰晤士高等教育世界大学综合排名列为欧洲第20位，世界第73位，其中社会科学为世界第47位，临床与健康为世界第37位。
鹿特丹大学设有鹿特丹管理学院、伊拉斯姆斯经济学院、伊拉斯姆斯法学院、医学与健康科学学院、社会科学学院、国际社会科学研究所等院所。管理学院、经济学院和医学院在荷兰处于第一的位置。尤其是鹿特丹管理学院是荷兰商学院最高学府，在荷兰被称为欧洲的哈佛，处于绝对第一的位置，位列欧洲研究三强之首，在国际商学院顶级杂志发表论文数量长期欧洲第一。还有全欧洲最大的学生联合会－STAR Study Association RSM Erasmus University。
鹿特丹大学分成位于城市西部的Woudestein和城市东部的Hoboken两个校区。在全欧洲和全世界都享有声誉的鹿特丹管理学院位于Woudestein校区；医学部则位于Hoboken校区，同在一个校区还有两所附属医院，它们和鹿特丹大学的医学部共同组成“伊拉斯谟医学中心”（Erasmus MC）。

## 文化

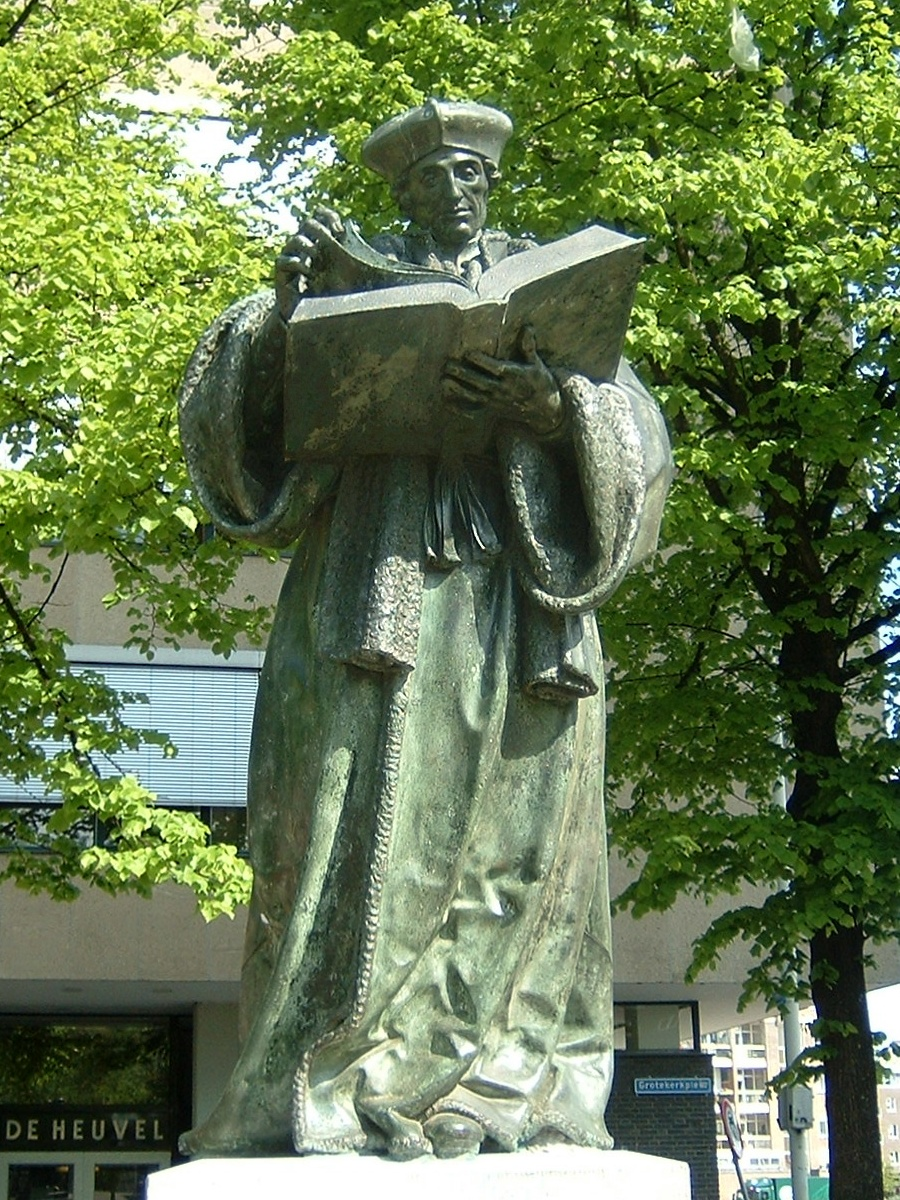
伊拉斯谟像，位于鹿特丹

2001年鹿特丹被选为欧洲文化之都。城市有它自己的交响乐团、一个大会议堂和多个剧院。市南有一个可以召开流行音乐会、展览、网球比赛等活动的中心。市北有一个动物园。市内还有一个海洋水族馆。雅各布斯·约翰内斯·彼得·奥德是鹿特丹的著名建筑师。
鹿特丹有一个艺术学院。
鹿特丹近年来获得了一些新生，市内的建筑项目为城市带来了新的夜生活。夏季市内举办多个多文化的艺术节。此外市内一月举办国际电影节，六月诗歌节等等。
鹿特丹的自我认识是它是一个不华浮的工人城市。它经常与被看作是荷兰的艺术首都的阿姆斯特丹竞争。

### 博物馆
鹿特丹有许多博物馆；著名的博物馆有博伊曼斯·范伯宁恩美术馆、新研究所（The New Institute，由原荷兰建筑研究所NAI等机构合并而成）、沙博博物馆、鹿特丹历史博物馆（Historisch Museum）、民俗博物馆（Volkenkundig Museum）、艺术厅（由雷姆·庫哈斯设计）、当代艺术中心（Witte Corneliszoon de With）、鹿特丹海事博物馆以及消防队博物馆（Brandweermuseum）。
其他博物馆包括税务博物馆（tax museum）、鹿特丹自然史博物馆、历史博物馆Dubbelde Palmboom以及Schielandhuis，還有在历史上的造船厂和博物馆Scheepswerf De Delft、重建的战列舰De Delft可供参观。

## 建筑
鹿特丹有荷兰最高的建筑，高160米。这里也有许多世界知名的建筑设计师和他们的公司和有名的建筑学院。连接南北鹿特丹的伊拉斯谟桥是一座单塔斜拉桥，全长802米。

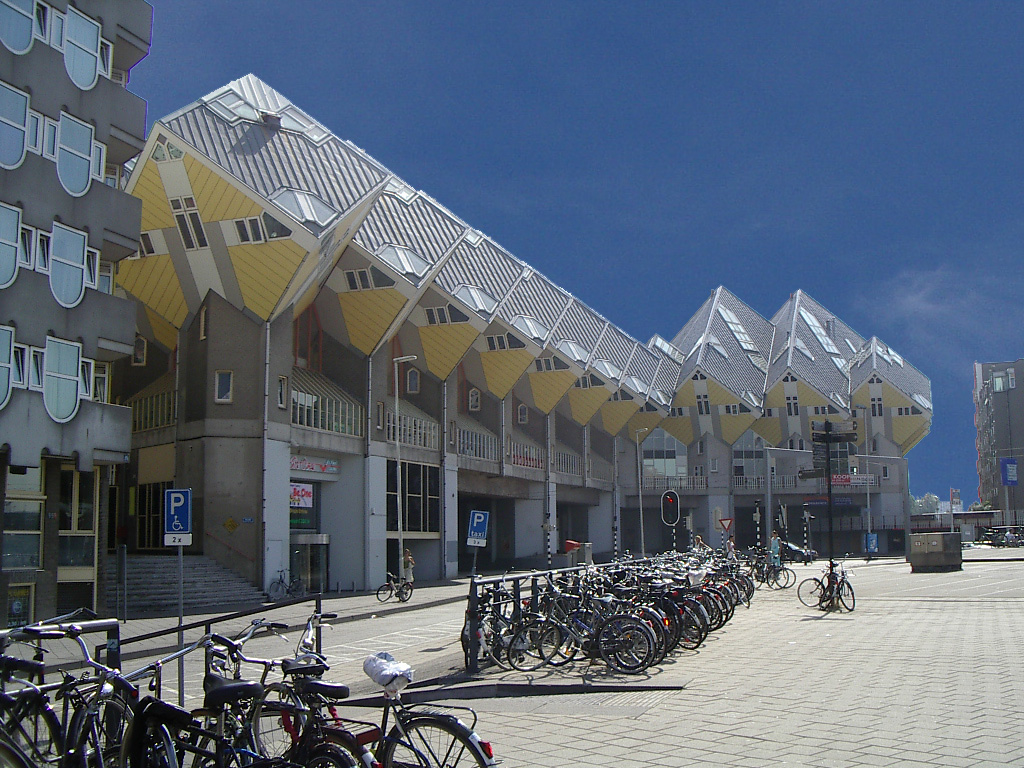
位于市中心的现代住宅建筑方塊屋

1898年，45米高的高层办公楼白房子（荷蘭語：Witte Huis）完工，成为当时欧洲最高的办公楼。
20世纪，一些现代风格建筑兴建于鹿特丹。著名的有Van Nelle fabriek（1929年）—现代工厂的纪念碑，由Brinkman en Van der Vlugt设计；皇家马斯游艇俱乐部（Royal Maas Yacht Club）的Jugendstil会所（Jugendstil clubhouse），由Hooijkaas jr. en Brinkman设计（1909年）；飛燕諾的足球场——de Kuip（1936年），同样由Brinkman en Van der Vlugt设计。建筑师Jacobus Oud（J.J.P. Oud）那时是一位著名的鹿特丹人。在第二次世界大战初期，德国人轰炸鹿特丹市中心，破坏了许多城市中心的老建筑物。在起初决定性的重建后，鹿特丹中心已经成为雄心勃勃的新建筑荟萃之地。
鹿特丹也因其Kubuswoningen或称方塊屋而闻名，这是由建筑师皮特·布洛姆（Piet Blom）于1984年建造的。此外还有许多国际知名的建筑师事务所以鹿特丹为基地，仅略举数例如下：O.M.A（雷姆·库哈斯）, MVRDV, Neutelings & Riedijk以及Erick van Egeraat。
鹿特丹具有若干荷兰最高的建筑。

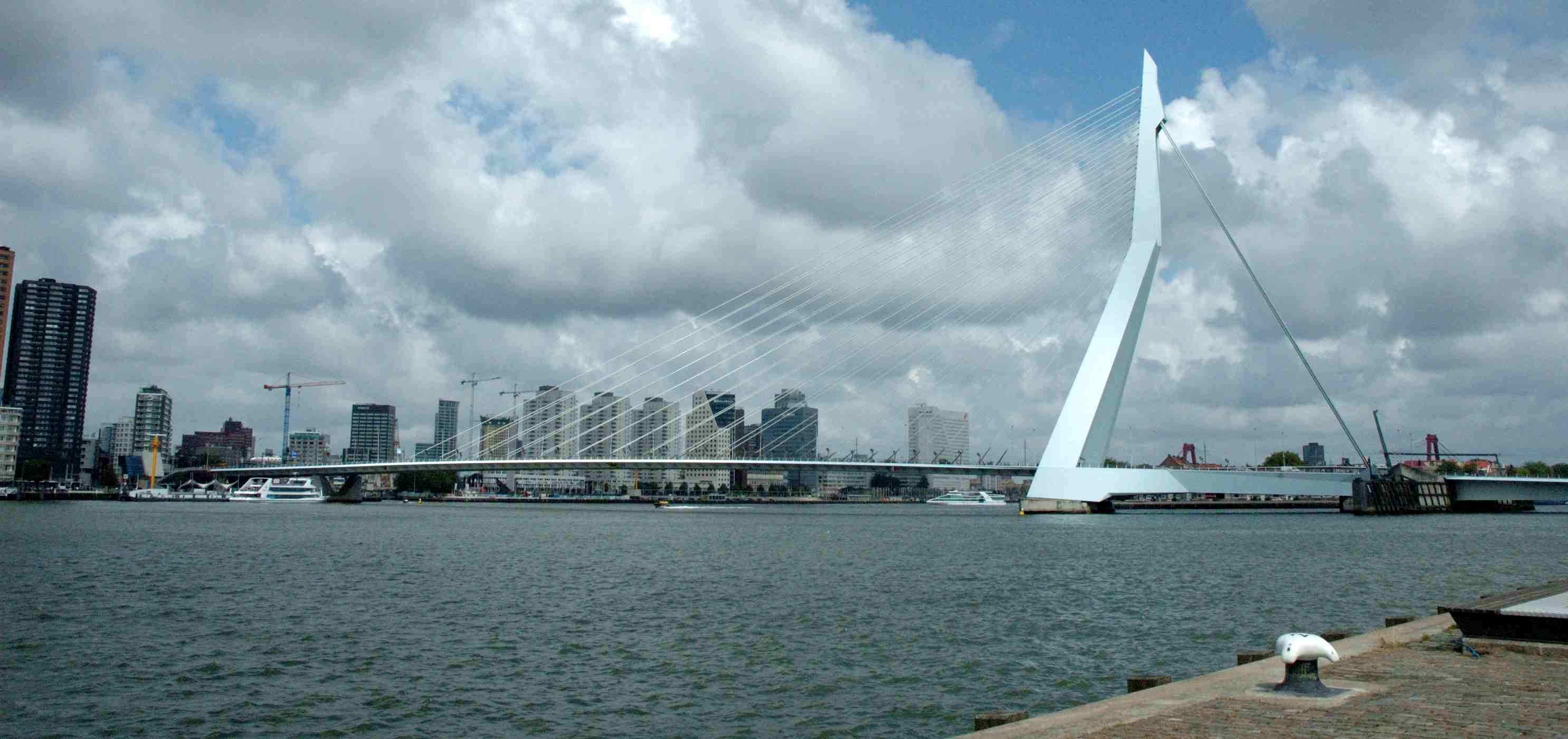
伊拉斯谟桥

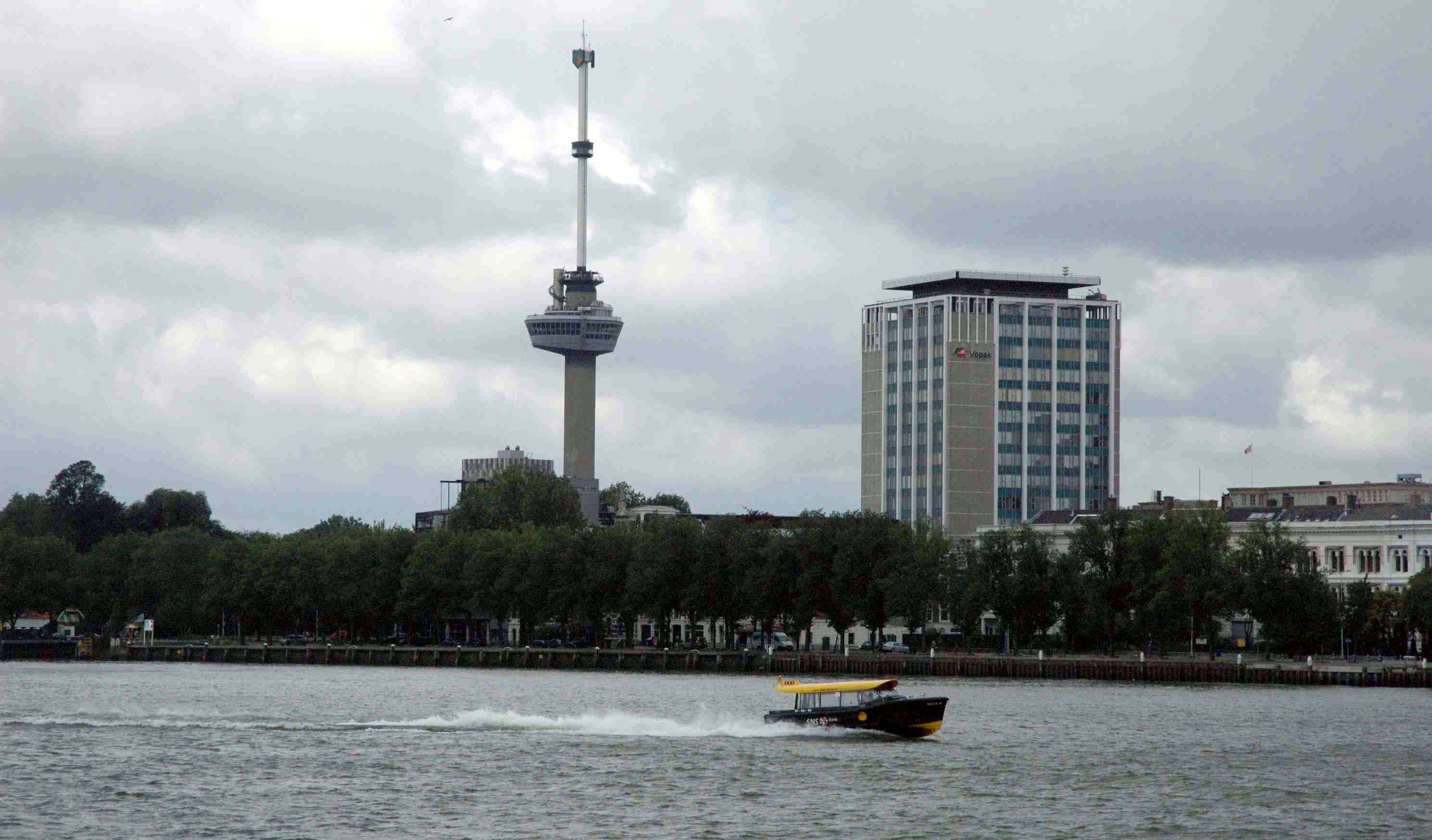
欧洲之桅

- 伊拉斯谟桥（Erasmusbrug，1996年）是一座全长802米的斜拉桥，连接鹿特丹北部和南部。它由13米带有一特有弯曲的桥塔（pylon）支撑，后者令该桥获得了其昵称“天鹅桥”（'De Zwaan'，即'the Swan')。
- 荷兰最高的住宅Montevideo Tower（160米）。
- 荷兰最高的办公楼Delftse Poort（160米），该楼是ING集团下属荷兰国家保险公司（Nationale-Nederlanden insurance company）的所在地。[17][18]
- 欧洲之桅（Euromast），建于1960年，起初高101米；1970年代，它延长85米至现今。

通过原為荷兰建筑学研究所的新研究所（Netherlands Architecture Institute）对公众的开放以及多种多样的有关建筑学和城市规划问题的优秀展览，鹿特丹具有良好的建筑学发展及教育声誉。
鹿特丹位列最好的欧洲天际线Top（European SkylineTop）中，与法兰克福、伦敦、巴黎、莫斯科、布鲁塞尔和华沙同列。超过30个新高层项目正在制定，包括165（541英尺）高的马斯塔（Maas Tower）、新奥尔良塔（New Orleans Tower，约158（518英尺）高），以及Zalmhaven Urban Tower 195（640英尺）。

## 体育
鹿特丹有四个足球俱乐部。其中飛燕諾于1999年和2023年获荷兰冠军，2002年获欧洲联盟杯，在其大球场进行过2000年欧洲足球冠军赛决赛。
鹿特丹每年举行马拉松赛。从1985年到1998年世界马拉松纪录是在鹿特丹建立的。

## 购物

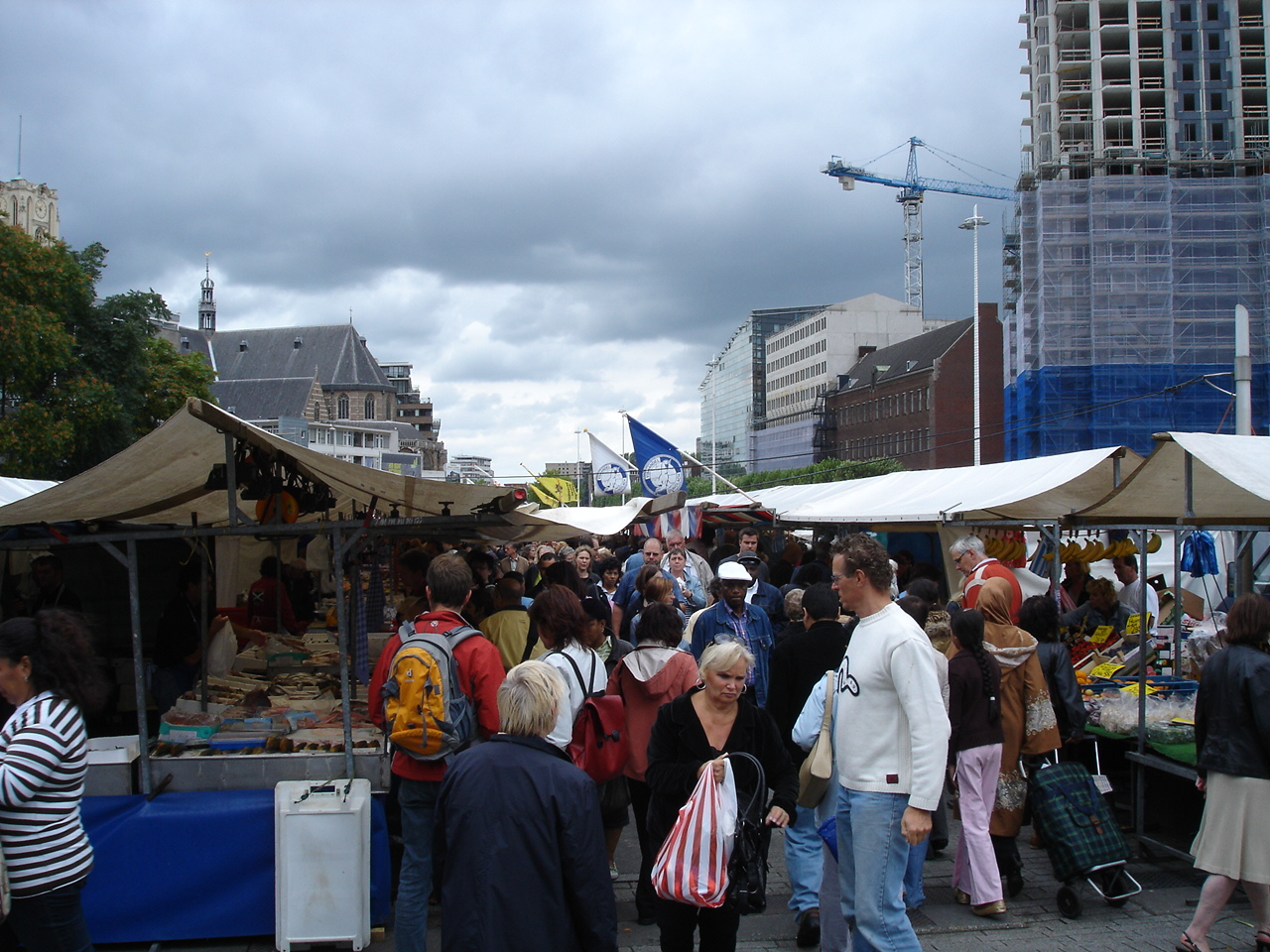
鹿特丹每逢周末开市的露天集市

鹿特丹的人行区是荷兰最早的人行区。市内有一些大的购物中心。

## 商业和工业
鹿特丹拥有荷兰部分的联合利华和世界上最大的钢铁厂米塔尔钢铁公司。
鹿特丹港是欧洲最大的港口，它与上海港的关系密切。
鹿特丹大学的管理和经济研究和教育非常强。大学位于城市的东部，周围有许多全球性的企业。

## 每年大事
- 一月：鹿特丹国际电影节
- 四月-六月：鹿特丹马拉松
- 六月到九月：鹿特丹夏节
- 九月：世界港口日

## 交通
电车
遍布街间的电车，草坪门口，河边，穿过环岛。

### 铁路

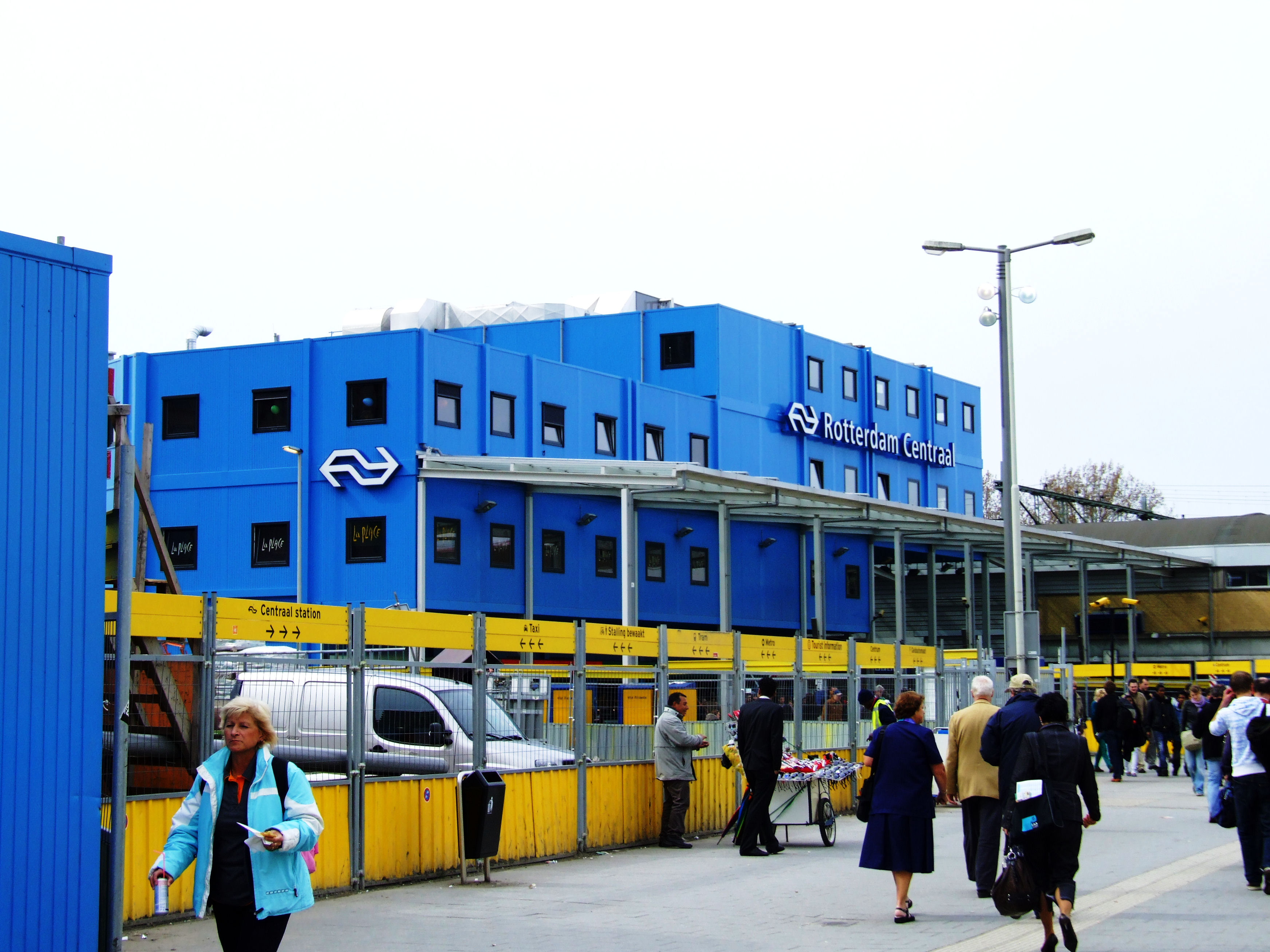
鹿特丹中央火车站（重建中）

- 非常好的国内连接以及通往比利时和法国的连接。
- 夜间每小时有去往代尔夫特、海牙、莱顿、机场、阿姆斯特丹和乌得勒支的班车。

### 地铁
鹿特丹地鐵自1968年開始投入營運，為荷蘭第一條地鐵，目前有A，B，C，D，E五條地鐵路線。

### 机场
鹿特丹机场位于城市北部，是荷兰的第二大机场。

### 港口
鹿特丹港為世界集装箱运输国际枢纽港、世界十大港口之一，欧洲最大港口。

## 友好城市
- 德国 科隆
- 法國 里尔
- 法國 欧奈苏布瓦
- 義大利 都灵
- 比利时 列日
- 比利时 安特卫普
- 保加利亚 布尔加斯
- 羅馬尼亞 康斯坦察
- 波蘭 格但斯克
- 中国 上海
- 古巴 哈瓦那
- 俄羅斯 圣彼得堡
- 美国 巴尔的摩
- 德国 德累斯顿

## 外部連結
维基共享资源上的相關多媒體資源：鹿特丹
1. ↑  This number includes The Hague and its suburbs. Since 2014, Rotterdam, The Hague and 22 other municipalities agreed to optimize their performance as a single, large metropolitan region.[8]